# Colossal Biosciences

Logo

Colossal Biosciences ist ein amerikanisches Biotechnologie- und Gentechnikunternehmen, das sich mittels Gentechnik und Reproduktionstechnologie für die Wiederbelebung ausgestorbener Tierarten einsetzt.

## Unternehmen
Colossal Biosciences Inc. wurde am 13. September 2021 von dem Molekularbiologen George Church und dem Unternehmer Ben Lamm gegründet und hat seinen Sitz in Dallas, Texas. Leitende Paläogenetikerin des Unternehmens ist Beth Shapiro.
Colossal Biosciences besteht aus 170 Wissenschaftlern, welche mit 17 akademischen Laboren weltweit zusammenarbeiten.
Im Januar 2025 erreichte Colossal Biosciences eine Firmenbewertung von 10,2 Milliarden US-Dollar. Zu den Investoren von Colossal Bioscience gehören u. a. Peter Jackson, Paris Hilton, Tom Brady, Chris Hemsworth und Mark Walter.

## Forschungsschwerpunkt
Colossal Biosciences ist das erste Unternehmen, das die CRISPR/Cas-Methode für die Wiederbelebung von Arten einsetzt.
Im April 2025 veröffentlichte Colossal Biosciences das selbst entwickelte Verfahren des „Nicht-invasiven Klonens“ – unter Verwendung von Blut anstelle von Gewebe.
Bisher mussten Wissenschaftler beim Klonen mittels Somatischen Zellkerntransfers (SCNT) Hautzellen durch ein invasives Verfahren extrahieren, bei dem dem Tier eine physische Probe entnommen wurde.
Mit der neuen Methode kann genetisches Material aus Blutproben genutzt werden, ohne Gewebe zu entnehmen.
Zu den Tieren die Colossal Biosciences wiedererschaffen will, gehören das Wollhaarmammut, der Tasmanische Tiger, das Nördliche Breitmaulnashorn, der Schattenwolf und der Dodo. Im Jahr 2023 erklärte das Unternehmen, dass es bis 2028 Wollhaarmammut-Hybridkälber erschaffen und in der arktischen Tundra wieder ansiedeln möchte. Ebenso hat es das Tasmanian Thylacine Advisory Committee ins Leben gerufen, ein Thylacine-Forschungsprojekt, das darauf abzielt, Tasmanische Tigerjunge nach einer Zeit der Beobachtung in Gefangenschaft wieder in ihren ursprünglichen tasmanischen und weiteren australischen Lebensraum zu entlassen.
Die Technologie solle helfen, bedrohte Arten zu schützen. So könne man eingreifen, wenn der Genpool schrumpfender Populationen gefährlich klein wird und sich schädliche Mutationen anhäufen. Oder bedrohten Arten helfen, sich einer Umwelt in rapidem Wandel anzupassen.
Colossal Bioscience hat mit seiner Forschung einen Impfstoff entwickelt, der Elefanten gegen ein Ebola-ähnliches Virus resistent macht, das jährlich 20 Prozent mehr Elefanten tötet als Wilderer.

### Schattenwolf
Im April 2025 kündigte das Unternehmen an, drei Individuen des ausgestorbenen Schattenwolfs (Aenocyon dirus) wieder erschaffen zu haben, die zwischen Oktober 2024 und Januar 2025 geboren wurden. Die Welpen leben in einem 2000 Hektar großen eingezäunten Gehege, das von Kameras, Sicherheitspersonal und Drohnen überwacht wird.
Für den Versuch nutzten die Wissenschaftlerinnen und Wissenschaftler das Erbgut von zwei Fossilien der vor 12.000 Jahren ausgestorbenen Schattenwölfen. Sie sequenzierten die genetischen Fragmente und bearbeiteten sie mit modernen Techniken wie CRISPR-Cas9. Anschließend erzeugten sie Embryonen aus bearbeiteten Grauwolfzellen und implantierten sie in Haushunde, die als Leihmütter fungierten.
Das Unternehmen hat allerdings nur geschafft, Tiere zu entwickeln, die Aenocyon dirus ähnlich sehen; in Wirklichkeit handelt es sich um gentechnisch veränderte Wölfe.
Laut Pressemitteilung sei es Colossal aber gelungen, das 500-Fache des bisher bekannten Erbguts des Schattenwolfes zu rekonstruieren, mit dem Ergebnis, dass der Grauwolf eben doch sein nächster lebender Verwandter sei.
Insgesamt wurden 14 Schlüsselgene mit 20 Mutationen modifiziert, um verschiedene physische und verhaltensbezogene Merkmale von Aenocyon dirus nachzubilden, darunter ein breiterer Schädel und eine kräftigere Muskulatur des Kiefers. Die Tiere besitzen ein weißes Fell anstelle der ursprünglichen Pigmentierung. Das genetische Material wurde einem 72.000 Jahre alten Ohrknochen und einem 13.000 Jahre alten Zahn entnommen.
Die Behauptung des Unternehmens, Individuen der Art Aenocyon dirus erschaffen zu haben, wurde von unabhängigen Experten bestritten. Laut dem Paläogenetiker Nic Rawlence ist die von Aenocyon dirus erhalten gebliebene DNS zu fragmentiert, um für Klone oder biologische Kopien verwendet zu werden. Stattdessen habe Colossal nur einen Wolf mit einigen Aenocyon-artigen Merkmalen wie Fell und Schädelgröße, also einen Hybrid, erzeugt. Die genetischen Unterschiede zwischen den Arten seien zu groß, um mit so wenig Veränderungen überwunden zu werden.
Von den etwa 25.000 Genen des Grauwolfes sind nur 14 mit Schattenwolf-Erbgut verändert worden. Laut dem Evolutionsbiologen Jeremy Austin handelt es sich bei den Tieren „nach keiner der jemals aufgestellten Definitionen von Spezies“ um Angehörige der Art Aenocyon dirus.

### Tasmanischer Tiger
Im Mai 2025 verkündete Colossal Biosciences, dass es ihnen in Zusammenarbeit mit der Universität Melbourne gelang, das gesamte Genom des Tasmanischen Tigers zu sequenzieren.

### Wollhaarmammut
Da das Wollhaarmammut und der Asiatische Elefant 99,6 % der DNA gemeinsam haben, will Colossal eine Ersatzart entwickeln, indem genügend wichtige Mammutgene in das Genom des Asiatischen Elefanten eingepflanzt werden. Zu den wichtigsten Merkmalen des Mammuts gehören eine zehn Zentimeter dicke, isolierende Fettschicht, fünf verschiedene Arten von Zottelhaar und kleinere Ohren, die dem Hybriden helfen, Kälte zu ertragen.
Von der bisher weltweit gefundenen Mammut-DNA sind nur zwei Drittel der Informationen vollständig. Sie stammt aus Haaren, die im Eis tiefgefroren waren. Weiterhin ist die DNA der gestorbenen Tiere teilweise durch Mikroorganismen verunreinigt.
2023 reichte Colossal Biosciences ein Patent auf das Wollhaarmammut ein. Es trägt den Titel „Wollhaarmammut-spezifische Genvarianten und Zusammensetzungen, die diese enthalten“.

## Kritik
Nic Rawlence, Direktor des Otago Palaeogenetics Laboratory in Neuseeland äußert sich zu den bisherigen Ergebnissen kritisch: „Das Problem ist, dass wir ausgestorbene Tiere nicht klonen können, weil die DNA nicht gut genug erhalten ist.“ Selbst wenn man das Genom sequenziere, lasse sich die DNA nicht in ausreichend großen Stücken extrahieren, wie das bei einem lebenden Tier möglich sei. Was Colossal Biosciences geschaffen habe, sei ein Hybrid – ein Grauwolf mit den Charaktereigenschaften eines Schattenwolfs, so der Zoologe.
Kritiker sehen die Gefahr, dass diese lediglich transgen veränderten modernen Tiere keineswegs dem Artenschutz dienen, sondern im Gegenteil zu einer Gefahr für bestehende Arten werden könnten, sollten sie aus der Gefangenschaft entkommen und sich mit wildlebenden Tieren paaren.
Unklar ist auch, welche Folgen die Neuansiedlung eines solchen Tieres für das Ökosystem hätte. Die genveränderten Tiere könnten in den stark veränderten Habitaten nicht überlebensfähig sein. Ebenso wäre es allerdings möglich, dass andere Tiere und Pflanzen von ihrer Anwesenheit profitieren.
Im Jahr 2022 wurde Colossal in die Liste der Technologiepioniere des Weltwirtschaftsforums aufgenommen und bei den BioTech Breakthrough Awards als Genomics Innovation of the Year ausgezeichnet.
2025 wurde Colossal Bioscience von Time als eines der "100 einflussreichsten Unternehmen des Jahres 2025" gekürt.